# Пан-лудизм
Пан-лудизм (панлудизм, панлудізм) (від лат. ludus — гра, і грец. παν — все, загальне) — філософська та культурологічна концепція, що розглядає гру як фундаментальний принцип людського буття, основу культури, соціальної взаємодії та метафізики. У межах даного світогляду гра постає не лише як розвага, але як універсальний ключ до розуміння всіх аспектів людської діяльності та природи реальності.

## Визначення та сутність концепції
Пан-лудизм можна визначити як парадигму, згідно з якою ігрові елементи пронизують усі сфери життєдіяльності людини та культури. Відповідно до цієї концепції, гра є не периферійним, а центральним механізмом культуротворення, комунікації та формування людського "Я". Теоретико-методологічний аналіз феномену гри в рамках пан-лудизму виокремлює дві ключові грані: культурно-соціальний пан-лудизм та філософсько-метафізичний пан-лудизм.

## Культурно-соціальний пан-лудизм

### Й. Хейзінга та концепція "Homo Ludens"
Основоположником культурологічного аспекту пан-лудизму вважається нідерландський історик Йохан Хейзінга, який у праці «Homo Ludens» (1938) висунув тезу про те, що культура виникає з гри та як гра: "Культура зароджується у формі гри, вона грається від самого початку... У найраніших фазах цивілізація є зіграна; вона виникає у грі та як гра, і ніколи не виходить за її межі" .
Хейзінга ввів поняття "магічного кола" гри — простору з особливими нормами та відчуттям спільності. Згідно з його концепцією, основні соціальні інститути (право, війна, релігійний культ, поезія) історично беруть початок з ігрових змагань або уявних ритуалів.

### Р. Кайюа: таксономія ігрової діяльності
Французький соціолог Роже Кайюа у праці «Ігри та люди» (1958) розвинув ідеї Хейзінги, запропонувавши розгорнуту класифікацію форм гри. Він виокремив шість основних ознак гри (добровільність, відокремленість від буденного життя, невизначеність, непродуктивність, підпорядкованість правилам, удаваність) та чотири фундаментальні типи ігрової діяльності (forma ludi):
- Agon (агон) — змагальні ігри, побудовані на суперництві та майстерності
- Alea (алеа) — ігри випадку, азартні ігри
- Mimicry (мімікрія) — ігри перевтілення, рольові ігри
- Ilinx (ілінкс) — ігри, що дають відчуття зміненого стану свідомості

Окрім того, Кайюа ввів поняття шкали між paidia (неструктурованою грою-забавою) та ludus (структурованою грою-правилом).

### Е. Берн: психологічні ігри в міжособистісній взаємодії
Еріх Берн, представник транзактного аналізу, у книзі «Ігри, у які грають люди» (1964) розширив поняття гри на сферу міжособистісної взаємодії, розглядаючи «психологічні ігри» як повторювані сценарії спілкування між людьми. За визначенням Берна: "Гра — це тривала серія комплементарних (взаємодоповнюючих) прихованих трансакцій, що приводять до чітко визначеного, передбачуваного результату.
Емпіричні дослідження підтверджують, що люди несвідомо «грають» певні ролі у спілкуванні, дотримуються правил гри (прихованих соціальних сценаріїв) і обмінюються ходовими репліками заради психологічної винагороди.

### Гра, творчість і ідентичність
Теоретико-методологічний аналіз ігрової взаємодії демонструє її значення для формування особистості та комунікації. Британський психоаналітик Дональд Віннікотт стверджував: "Лише граючи, дитина чи дорослий може бути творчим і використати всю повноту своєї особистості, і тільки творячи, індивід відкриває власне Я". У праці "Гра і реальність" (1971) він досліджував проміжний простір гри та фантазії, де внутрішній світ людини зустрічається із зовнішньою реальністю.

## Філософсько-метафізичний пан-лудизм

### Антична та західна традиція філософії гри
У філософському дискурсі ідея світу як гри має глибоке коріння, починаючи від давньогрецького філософа Геракліта, який висловив думку: "Час (Aión) — це дитя, що грається в шашки; влада царя — у дитяти".
У західній традиції важливу роль у формуванні філософії гри відіграв Фрідріх Шиллер, який в "Листах про естетичне виховання людини" (1795) розвинув поняття ігрового інстинкту (Spieltrieb). Його відомий афоризм стверджує: "Людина грає лише тоді, коли вона в повному значенні цього слова Людина, і вона цілком людина лише тоді, коли грає".

### ЛілаіМайя: світ як божественна гра в індуїзмі
Незалежно від Заходу, в індійській філософській традиції сформувалася концепція ліли (līlā) — космічної гри або божественної забави. У індуїзмі, особливо в течіях бгакті та веданти, ліла описує творчість Бога як гру, позбавлену утилітарних мотивів.
Суміжним є поняття майї — ілюзії, завіси, що приховує справжню природу реальності. У філософії адвайта-веданти (Шанкара) майя — це космічна ілюзія, яка затьмарює істину єдності Брахмана.

### Сучасні філософські інтерпретації гри реальності
У ХХ–ХХІ столітті тема ілюзорності реальності набула нового звучання. Філософ Нік Бостром в статті "Are you living in a computer simulation?" (2003) запропонував "аргумент симуляції", згідно з яким існує висока ймовірність того, що "ми майже напевно живемо у комп'ютерній симуляції".
Жан Бодрійяр у книзі "Симулякри і симуляція" (1981) розглядав семіотичну симуляцію — підміну реальності знаковими моделями: "Симуляція — це творення реальності за моделями без походження та реальності: гіперреальність"

## Практичне значення пан-лудизму
В сучасному медійному суспільстві пан-лудизм виявляється у феномені людизації культури — процесі, коли все більше аспектів життя набувають рис гри. Прикладами є гейміфікація освіти, праці, споживання; гра з ідентичністю у соціальних мережах; використання ігрових механік для вирішення складних проблем.
Емпіричні дослідження показують, що ігрові принципи проникають у всі сфери життєдіяльності, включаючи професійну, освітню та політичну, трансформуючи усталені паттерни соціальної взаємодії та самоідентифікації індивідів.

## Висновки
Пан-лудизм пропонує інтегративний підхід до розуміння людини і світу, де гра постає як універсальний феномен. На рівні культури гра формує спільноти і ритуали, структурує комунікацію та моделює ідентичності. На рівні індивіда гра є джерелом творчості, розвитку і переживання сенсу. На метафізичному рівні гра розглядається як спосіб буття самого Абсолюту або як метафора відносності людських сприйнять.
Теоретико-методологічний аналіз пан-лудизму дозволяє розглядати його як цілісний гуманітарний підхід, де замість жорсткого розподілу на "серйозну реальність" і "пустощі" утверджується концепція грайливої природи буття.